# Leucobryum parvulum
Leucobryum parvulum är en bladmossart som beskrevs av Jules Cardot 1904. Leucobryum parvulum ingår i släktet Leucobryum och familjen Dicranaceae. Inga underarter finns listade i Catalogue of Life.